# فيز (موقع)
فيز (بالإنجليزية: Phys.Org)‏ هي موقع ويب ينشر أخبار العلوم والبحوث والتكنولوجيا، الموقع متخصص في العلوم المتعلقة بمواضيع الفيزياء، والفضاء وعلوم الأرض، وعلم الأحياء، والكيمياء، والإلكترونيات، وتكنولوجيا النانو والتكنولوجيا بشكل عام. ويتم تحديث الموقع بشكل مستمر لنشر الاكتشافات العلمية والنشرات الصحفية من مختبرات الأبحاث الرئيسية والجامعات في جميع أنحاء العالم.

## وصلات خارجية
- الموقع